# Steven Lee Smith
Steven Lee Smith (* 30. Dezember 1958 in Phoenix, Bundesstaat Arizona, USA) ist ein ehemaliger US-amerikanischer Astronaut. 
Smith erhielt 1981 einen Bachelor in Elektrotechnik, 1982 einen Master in Elektrotechnik und 1987 einen Master in Betriebswirtschaft. Alle drei Abschlüsse sind von der Stanford University. Von 1982 bis 1985 arbeitete Smith für IBM in der Large Scale Integration Technology Group in San José (Kalifornien). Bis 1989 war er Produktmanager bei der Hardware and Systems Management Group bei IBM.

## Astronautentätigkeit
Im Jahr 1989 kam Smith zur NASA und arbeitete dort im Mission Operations Directorate an der Vorbereitung der Nutzlasten und unterstützte die Mannschaften im Kontrollzentrum. 1992 wurde er als Astronautenanwärter ausgewählt. Im September 1993 wurde Smith als erster seiner Astronautenauswahlgruppe einem Raumflug zugeteilt. Er arbeitete für das Astronautenbüro an den Haupttriebwerken, den Feststoffraketen, dem Außentank und an der Sicherheit für die Space Shuttles. Außerdem war Smith für eineinhalb Jahre den Unterstützungsmannschaften für die Shuttle-Starts und -Landungen am Kennedy Space Center zugeteilt.
Nach seiner aktiven Tätigkeit als Astronaut arbeitete er bis Mitte 2015 als Management-Astronaut, zuständig für die Zusammenarbeit mit der ESA bei der Internationalen Raumstation (ISS) und dabei unter anderem auch für die Flüge des Automated Transfer Vehicle (ATV). Seitdem arbeitet er als stellvertretender Direktor für die ISS im Ames Research Center in Moffett Field (Kalifornien).

### STS-68
Bei seiner ersten Mission STS-68 flog er mit der Raumfähre Endeavour am 30. September 1994 in den Weltraum. Es war der zweite Flug des Space Radar Laboratory. Die zwei Hauptinstrumente an Bord waren das SIR-C/X-SAR (Shuttle Imaging Radar-C/X-Band Synthetic Aperture Radar) und MAPS (Measurement of Air Pollution from Satellites). Am 11. Oktober landete die Raumfähre auf der Edwards Air Force Base in Kalifornien. 

### STS-82
Mit der Raumfähre Discovery flog Smith am 11. Februar 1997 zur zweiten Wartungsmission für das Hubble-Weltraumteleskop (HST). Smith nahm an drei der insgesamt fünf Weltraumausstiege (EVA) teil, die für die Reparatur des Teleskops notwendig waren. Neben einem Bandrekorder, der durch einen Kernspeicher ersetzt wurde, erhielt das HST die Infrarotkamera NICMOS und das Spektroskop STIS. Dafür wurden zwei Spektrografen ausgebaut.  

### STS-103
Am 20. Dezember 1999 startete Smith mit der Raumfähre Discovery zur nächsten Wartungsmission für das Hubble-Weltraumteleskop. Während dieser Mission wurden neue Instrumente und Systemerweiterungen installiert. Als Nutzlastkommandant war Smith diesmal an zwei der drei Außenbordaktivitäten beteiligt.

### STS-110
Auf seiner letzten Mission flog Smith am 8. April 2002 mit der Raumfähre Atlantis zur Internationalen Raumstation (ISS). Dabei wurden das Gitterstrukturelement S0 und ein Schienenwagen zur ISS gebracht. Der als „Mobile Transporter“ bezeichnete Schlitten nutzt das auf den Gitterelementen verlegte Schienensystem. Erneut führte Smith zwei Weltraumausstiege durch und hat damit insgesamt sieben Ausstiege in den Weltraum absolviert.

## Privates
Steven Smith ist verheiratet und hat laut eigener Aussagen zwei Kinder. Seine Hobbys sind Fliegen, Tauchen, Basketball, Camping und Reisen.